# Cun cút ngực vàng nâu
Turnix olivii là một loài chim trong họ Turnicidae.